# الدوري البيروي لكرة القدم 2005
الدوري البيروفي لكرة القدم 2005 (بالإسبانية: Campeonato Descentralizado 2005)‏ هو الموسم 77 من الدوري البيروفي لكرة القدم. كان عدد الأندية المشاركة فيه 13، وفاز فيه نادي سبورتينغ كريستال.